# Karl Heinrich Roth-Lutra
Karl Heinrich Roth-Lutra (* 14. Mai 1900 in Kaiserslautern; † 20. Februar 1984, eigentlich Karl Roth) war ein deutscher Anthropologe.

## Leben
Karl Roth legte sein Abitur in Kaiserslautern ab. Nach der Schulzeit legte sich Karl Roth den Beinamen „Lutra“ zu, den er aus dem frühesten bekannten Namen von Kaiserslautern ableitete. Dies sollte seinen Namen zu etwas außergewöhnlichen machen. Obwohl er im Ersten Weltkrieg nicht gekämpft hatte, wurde ihm später das Ehrenkreuz des Weltkrieges verliehen. Nach dem Ersten Weltkrieg studierte er Anthropologie an der Universität München. 1925 promovierte er mit einer Arbeit zur Anthropologie der Pfalz.
Im März 1932 wurde er Schriftleiter der NSZ-Rheinfront-Beilage „Rasse und Kultur“. Zum 1. Oktober des gleichen Jahres trat er der NSDAP bei (Mitgliedsnummer 1.349.134) und kurze Zeit später der Sturmabteilung. In der NSDAP übernahm er mehrere Funktionen. So war er in Kaiserslautern Propagandawart, Gaufachberater Wissenschaft und Schulungsleiter. Zudem war er Gaufachschaftswalter und -fachgruppenwalter der Deutschen Arbeitsfront.
Von 1933 bis 1937 wurde er Generalsekretär und Leiter der Abteilung Rassenkunde der Pfälzischen Gesellschaft zur Förderung der Wissenschaften (PGFW). Im Jahr 1936 begann er mit der Erforschung der sogenannten Rheinlandbastarde, die vermutlich als „Grundlage der Erfassung und Zwangssterilisierung“ dieser Bevölkerungsgruppe in der Pfalz gedient hat. So stand er auch mit Eugen Fischer in Kontakt, der an der Sterilisation mitwirkte.
Nach 1937 bereitete er eine Amazonas-Expedition für das Staatliche Museum für Völkerkunde Berlin vor. Anschließend absolvierte er ein Praktikum am Kaiser-Wilhelm-Institut. Ab 1939 wurde er Volontärsassistent an der Friedrich-Schiller-Universität Jena, wurde jedoch 1941 zum Kriegsdienst eingezogen. 1945 geriet er in Kriegsgefangenschaft, aus der er 1948 entlassen wurde.
Nach dem Zweiten Weltkrieg war er Mitarbeiter am Anthropologischen Institut der Johannes Gutenberg-Universität Mainz und setzte seine Arbeit als Anthropologe fort. Er war unter anderem federführend an der Untersuchung des Barbarossa-Gräberfelds zu Kaiserslautern beteiligt.
Seine Privatbibliothek ging nach seinem Tod an das Pfalzmuseum für Naturkunde.

## Veröffentlichungen (Auswahl)
- Ist der soziale Aufstieg mit anthropologischer Auslese verbunden?, in: Archiv für Soziale Hygiene und Demographie 2 (1926/27) 449–452.
- Archäologischer Vorbericht über das Barbarossa-Gräberfeld zu Kaiserslautern. Aus dem anthropologischen Institut der Universität Mainz. In: Mitteilungen des Historischen Vereins der Pfalz Bd. 59 (1961) S. 5–61.